# Donovan McNabb
Pour les articles homonymes, voir McNab.
(en) Statistiques sur pro-football-reference
Donovan Jamal McNabb est un joueur américain de football américain né le 25 novembre 1976 à Chicago (Illinois), qui a joué une grande partie de sa carrière quarterback pour les Eagles de Philadelphie.

## Biographie

### Carrière universitaire
Il fut titulaire pendant quatre ans du poste de quarterback avec les Syracuse Orange. Dans la période 1996-1998, McNabb fut désigné trois fois  comme meilleur joueur offensif de la Big East Conference.

### Carrière professionnelle
McNabb a disputé 138 matchs de NFL depuis 1999 (au 21 octobre 2009). Il fut le quarterback titulaire des Eagles de Philadelphie jusqu'à la fin de la saison 2009.
Malgré une grave blessure au péroné contractée au cours de la saison 2002, McNabb, courageux, revient lors des play-off et atteint la finale de conférence face aux futurs vainqueurs, les Buccaneers. McNabb fait ce qu'il peut mais la défense des Bucs fait la différence.
Après de nombreux échecs en finale de conférence, les Eagles atteignent enfin le Super Bowl (avec l'arrivée de Terrell Owens) en 2005 face aux Patriots. Mais Tom Brady est sur un nuage et les Eagles échouent à 3 points, 24-21. McNabb et Terrell Owens se sont disputés, et Owens est parti en novembre 2005.
Lors de la saison saison NFL 2004, il a réussi 3 875 yards à la passe, avec 31 lancers qui ont abouti à des touchdowns et il n’a eu que 8 interceptions. Ses statistiques furent moins bonnes en 2005 car il n'a disputé que 9 matchs de NFL, étant blessé pendant une partie de la saison.
Il subit ensuite une traversée du désert entre blessures et erreurs mais revient en 2008 lorsque les Eagles atteignent la finale de conférence face à Arizona mais échoue une nouvelle fois aux portes du Super Bowl.
Le 4 avril 2010, Donovan McNabb est échangé au Redskins de Washington. En retour, les Eagles reçoivent des choix de deuxième ronde (37e au total) au repêchage de 2010 ainsi qu'un choix de troisième ou quatrième ronde en 2011 selon certaines conditions.
Après une saison passée aux Redskins de Washington, Donovan McNabb est échangé aux Vikings du Minnesota. En retour, les Redskins reçoivent les choix du sixième ronde au repêchage de 2012 ainsi que celui de 2013. Il n'est finalement pas non plus gardé par ceux-ci à la fin de la saison, et il prend sa retraite après n'avoir pas pu retrouver d'équipe.

## Statistiques
| Année              | Équipe                 | MJ                 |         | Passes   | Passes | Passes | Passes | Passes | Passes | Passes  |       | Courses | Courses | Courses | Courses |
| Année              | Équipe                 | MJ                 | Tentées | Réussies | Pct.   | Yards  | TD     | Int.   | Éval.  | Tentées | Yards | Moy.    | TD      |         |         |
| 1999               | Eagles de Philadelphie | 12                 | 216     | 106      | 49,1   | 948    | 8      | 7      | 60,1   | 47      | 313   | 6,7     | 0       |         |         |
| 2000               | Eagles de Philadelphie | 16                 | 569     | 330      | 58     | 3 365  | 21     | 13     | 77,8   | 86      | 629   | 7,3     | 6       |         |         |
| 2001               | Eagles de Philadelphie | 16                 | 493     | 285      | 57,8   | 3 233  | 25     | 12     | 84,3   | 82      | 482   | 5,9     | 2       |         |         |
| 2002               | Eagles de Philadelphie | 10                 | 361     | 211      | 58,4   | 2 289  | 17     | 6      | 86     | 63      | 460   | 7,3     | 6       |         |         |
| 2003               | Eagles de Philadelphie | 16                 | 478     | 275      | 57,5   | 3 216  | 16     | 11     | 79,6   | 71      | 355   | 5       | 3       |         |         |
| 2004               | Eagles de Philadelphie | 15                 | 469     | 300      | 64     | 3 875  | 31     | 8      | 104,7  | 41      | 220   | 5,4     | 3       |         |         |
| 2005               | Eagles de Philadelphie | 9                  | 357     | 211      | 59,1   | 2 507  | 16     | 9      | 85     | 25      | 55    | 2,2     | 1       |         |         |
| 2006               | Eagles de Philadelphie | 10                 | 316     | 180      | 57     | 2 647  | 18     | 6      | 95,5   | 32      | 212   | 6,6     | 3       |         |         |
| 2007               | Eagles de Philadelphie | 14                 | 473     | 291      | 61,5   | 3 324  | 19     | 7      | 89,9   | 50      | 236   | 4,7     | 0       |         |         |
| 2008               | Eagles de Philadelphie | 16                 | 571     | 345      | 60,4   | 3 916  | 23     | 11     | 86,4   | 39      | 147   | 3,8     | 2       |         |         |
| 2009               | Eagles de Philadelphie | 14                 | 443     | 267      | 60,3   | 3 553  | 22     | 10     | 92,9   | 37      | 140   | 3,8     | 2       |         |         |
| 2010               | Redskins de Washington | 13                 | 437     | 253      | 57,9   | 3 377  | 14     | 15     | 77,1   | 29      | 151   | 5,2     | 0       |         |         |
| 2011               | Vikings du Minnesota   | 6                  | 156     | 94       | 60,3   | 1 026  | 4      | 2      | 82,9   | 14      | 59    | 4,2     | 1       |         |         |
| Totaux en carrière | Totaux en carrière     | Totaux en carrière | 5 374   | 3 170    | 59     | 37 276 | 234    | 117    | 85,6   | 616     | 3 459 | 5,6     | 29      |         |         |

## Palmarès

### Universitaire
- 1995 : 3e sur le plan national à la passe
- 1997 et 1998 : 7e sur le plan national à la passe
- 1998 : 5e au vote Heisman

### NFL
- Finaliste du Super Bowl XXXIX en 2004